# Clostridium moniliforme
Espèce
Synonymes
- Eubacterium miniliforme Holdeman (d) & Moore (d), 1970[2]
- Bacillus miniliforme Repaci, 1910

Clostridium moniliforme est une espèce de bactéries de la famille des Clostridiaceae.  

## Historique
Elle a été initialement décrite sous le nom de Bacillus moniliformis par Giulio Rèpaci en 1910. En 1970, Holdeman et Moore proposent de transférer cette espèce dans le genre Eubacterium, nom validé en 1980. En 2016, il est proposé de réunir cette espèce, ainsi que les espèces Eubacterium tarantellae, Sarcina maxima et Sarcina ventriculi dans le genre Clostridium. Ce nouveau nom est validé en 2016,.

## Taxonomie

### Étymologie
L'étymologie du nom d'espèce de Clostridium moniliforme est la suivante : mo.ni.li.for’me. L. neut. n. monile, un collier; L. fem. n. forma, forme; N.L. neut. adj. moniliforme, en forme de collier.

### Phylogénie
Les études phylogénétiques basées sur la séquence de l'ARNr 16S ont démontré que l'espèce E. moniliforme est placée dans le cluster I en compagnie de Clostridium botulinum.

## Pathogénicité
Clostridium moniliforme est connue comme un pathogène opportuniste chez les chiens.

### Sous le synonymeEubacterium moniliforme
- (en) Catalogue of Life : Eubacterium moniliforme (Repaci, 1910) Holdeman & Moore, 1970 (consulté le 22 décembre 2020)